# Arbeitsgericht Lingen
Das Arbeitsgericht Lingen ist eines von 15 Arbeitsgerichten in Niedersachsen und hat seinen Sitz in Lingen. Es ist zuständig für Arbeitsrechtsstreitigkeiten in den Landkreisen Emsland und Grafschaft Bentheim.
Jährlich werden etwa 2000 Klagen eingereicht.

## Instanzenzug
Dem Arbeitsgericht Lingen ist das Landesarbeitsgericht Niedersachsen mit Sitz in Hannover übergeordnet. Die darauf folgende Instanz ist das Bundesarbeitsgericht in Erfurt.

## Gerichtsgebäude
Das Gericht ist in einem Gebäude in der Straße Am Wall Süd untergebracht.

## Geschichte
Gemäß Arbeitsgerichtsgesetz vom 23. Dezember 1926 wurden in Deutschland Arbeitsgerichte gebildet. Diese waren nur in der ersten Instanz organisatorisch selbstständige Gerichte, die Landesarbeitsgerichte waren den Landgerichten zugeordnet. Am Landgericht Osnabrück entstand so 1927 das Landesarbeitsgericht Osnabrück als eines von drei Landesarbeitsgerichten im Bezirk des Oberlandesgerichtes Celle. In Lingen entstand das Arbeitsgericht Lingen. Sein Sprengel umfasste die Bezirke der Amtsgerichte Bentheim, Freren, Lingen, Meppen, Neuenhaus, Papenburg und Sögel. Es bestand jeweils eine Kammer für Arbeiter, für Angestellte und für Handwerk.
Nach der Besetzung Deutschlands durch die Alliierten wurden 1945 zunächst alle Gerichte geschlossen. Die ordentlichen Gerichte wurden schon bald wieder eröffnet, während die Arbeitsgerichte zunächst nicht wieder eingerichtet wurden, so dass arbeitsgerichtliche Streitigkeiten von den ordentlichen Gerichten erledigt werden mussten. Gemäß Kontrollratsgesetz 21 vom 30. März 1946 sollten in Deutschland Arbeitsgerichte aufgebaut werden. Das Arbeitsgericht Lingen entstand so neu.